# Literaturjahr 2019
Liste der Literaturjahre

◄◄ | ◄ | 2015 | 2016 | 2017 | 2018 | Literaturjahr 2019 | 2020 | 2021 | 2022 | 2023 | ►

Weitere Ereignisse

## Ereignisse
- 01. Januar: Bedey Media übernimmt den Frankfurter Dryas Verlag[1]
- 01. Januar: Random House übernimmt den Anaconda Verlag[2]
- 10. Januar: Unter Beibehaltung beider Namen planen die Buchhandelsketten Mayersche und Thalia zu fusionieren, womit ein Unternehmen mit etwa 350 Buchhandlungen und damit das größte Sortimentsbuchhandelsunternehmen in Europa entstünde.[3][4]
- 14. Februar: Der größte deutsche Barsortimenter Koch, Neff und Volckmar meldet Insolvenz an.[5]
- 15. Februar: In der Science-Fiction-Reihe Perry Rhodan erscheint der 3000. Band mit dem Titel „Mythos Erde“.
- 21. März: Welttag der Poesie
- 21.–24. März: Leipziger Buchmesse (Gastland: Tschechien)
- 01. April: Duncker & Humblot übernimmt den Deutschen Betriebswirte-Verlag[6]
- 01. April: De Gruyter übernimmt den islamwissenschaftlichen Klaus Schwarz Verlag[7]
- 26. April: Das Bundeskartellamt genehmigt die Übernahme des Langenscheidt-Verlags durch Klett/Pons.[8]
- 02. April: Internationaler Kinderbuchtag
- 23. April: Welttag des Buches und des Urheberrechts
- 03. Juni: Die Mehrheitsanteile von Gruner + Jahr am Spezialverlag Motor Presse Stuttgart werden von Peter-Paul Pietsch und Patricia Scholten, Nachkommen des Gründers Paul Pietsch, übernommen.
- 04.–17. Juni: 8. Düsseldorfer Literaturtage
- 07. Juni: Elliott Advisors, die britische Tochter des amerikanischen Hedgefonds Elliott Management Corporation übernimmt Barnes & Noble, die größte amerikanische Buchhandelskette, nachdem im Mai 2018 der größte britische Buchhändler Waterstones übernommen wurde.
- 14.–20. Juni: 20. poesiefestival berlin
- 19. Juni: Karin Schmidt-Friderichs wird zur Vorsteherin des Börsenvereins des Deutschen Buchhandels gewählt
- 26. Juni: Logistikunternehmen Zeitfracht übernimmt den insolventen Barsortimenter Koch, Neff und Volckmar[9]
- 26.–30. Juni: Tage der deutschsprachigen Literatur mit Verleihung des Ingeborg-Bachmann-Preises in Klagenfurt
- 30. Juni: Literatur auf der Parkbank, Literaturfestival mit Open-Air-Lesungen im Tiergarten in Berlin[10]
- 31. Juli: Der Entwurf des Jahressteuergesetzes sieht eine ermäßigte Mehrwertsteuer für E-Books und ähnliche Publikationen in Deutschland vor.[11]
- 22. August: Das Projekt DEAL der deutschen Wissenschaftsallianz und der Wissenschaftsverlag Springer Nature vereinbaren den Rahmen für den weltweit größten Open-Access-Transformationsvertrag.[12]
- 08.–13. Oktober: 3. internationales Literaturfestival lit.Ruhr[13]
- 09. Oktober: In der Editions de Fallois erscheinen neun bislang unveröffentlichte Kurzgeschichten von Marcel Proust.[14]
- 10. Oktober: Der Literaturnobelpreis 2019 geht an Peter Handke.
- 16.–20. Oktober: Frankfurter Buchmesse (Gastland: Norwegen)
- 18. Oktober: Erstmalige Vergabe des mit insgesamt einer Million Euro dotierten Deutschen Verlagspreises[15]
- 24. Oktober: Tag der Bibliotheken in Deutschland und in Südtirol
- 02.–9. November: Woche unabhängiger Buchhandlungen
- 05.–9. November: 13. Hamburger Krimifestival
- 23. und 24. November: 6. BuchBerlin
- 21.–24. November: Europäische Literaturtage in Krems-Stein an der Donau[16]

### Literaturverfilmungen (Auswahl)
- Der Roman Der Fall Collini von Ferdinand von Schirach wird unter demselben Titel von Marco Kreuzpaintner verfilmt.
- Der Roman After Passion (Originaltitel: After) von Anna Todd wird unter demselben Titel von Jenny Gage verfilmt.
- Der Roman Der goldene Handschuh von Heinz Strunk wird unter demselben Titel von Fatih Akin verfilmt.
- Der Roman Tre sekunder von Börge Hellström und Anders Roslund wird unter dem Titel The Informer von Andrea Di Stefano verfilmt.

## Jahrestage (Auswahl)

### Personen

#### Geburtstage
500. Geburtstag
genaues Geburtsdatum unbekannt: Aşık Çelebi
400. Geburtstag
- 05. Februar: Tobias Clausnitzer
- 10. Januar: Johann Peter Titz
- 21. Januar: Anders Christensen Bording
- 06. März: Cyrano de Bergerac
- 22. April: Johann Wilhelm von Stubenberg
- 12. September: Giacomo Lubrano
- 02. Oktober: Gédéon Tallemant des Réaux
- 08. Oktober: Philipp von Zesen
- 28. Dezember: Antoine Furetière

genaues Geburtsdatum unbekannt: Bedřich Bridel
350. Geburtstag
- 01. Januar: Maria Magdalena Böhmer
- 03. Februar: Kada no Azumamaro
- 02. März: Johann Kless
- 08. März: Albert Joseph Conlin
- 13. September: Johann Christopher Jauch
- 04. November: Johann Balthasar Beyschlag

300. Geburtstag
- 17. Januar: Johann Elias Schlegel, Jean-Joseph Vadé
- 02. April: Johann Wilhelm Ludwig Gleim
- 27. September: Abraham Gotthelf Kästner
- 13. Oktober: Marco Coltellini

genaues Geburtsdatum unbekannt: Wilhelm Adolf Paulli, Takebe Ayatari
250. Geburtstag
- 12. Januar: August Gottlob Eberhard
- 20. Januar: Arnoldine Wolf
- 26. Januar: Christian Ludwig Neuffer
- 02. Februar: Johann Ernst Wagner
- 12. Februar: Friedrich Rochlitz
- 19. Februar: Wilhelmine Karoline von Wobeser
- 24. Februar: Auguste Pattberg
- 16. April: Bahne Asmussen
- 24. Juni: August Ferdinand Bernhardi
- 20. August: Karl Reinhard
- 07. September: Caroline Pichler
- 09. September: Iwan Kotljarewskyj
- 14. September: Alexander von Humboldt
- 11. Oktober: Amalie von Gehren
- 29. Oktober: Georg von Hofmann
- 19. November: Elise Bürger
- 24. Dezember: Franz Alexander von Kleist
- 26. Dezember: Ernst Moritz Arndt

200. Geburtstag
- 1. Januar: Arthur Hugh Clough
- 01. Februar: Otto Ruppius
- 08. Februar: Wilhelm Jordan
- 17. Februar: Max Schneckenburger
- 08. März: Edwin Percy Whipple
- 22. April: Friedrich von Bodenstedt
- 24. April: Klaus Groth
- 17. Mai: Julia Ward Howe
- 18. Mai: Julius Hopp
- 31. Mai: Walt Whitman
- 09. Juni: Adolf Seubert
- 17. Juni: Albert Dulk
- 26. Juni: Juana Manso de Noronha
- 11. Juli: Julius von Wickede
- 19. Juli: Gottfried Keller, Ernst Rommel
- 26. Juli: Manuel María Caballero
- 01. August: Herman Melville
- 12. August: George Hesekiel
- 20. August: Hermann Rollett
- 24. August: Wilhelm Molitor
- 18. September: Maximilian Leopold Moltke
- 21. September: Karl Enslin
- 07. Oktober: Ann Eliza Smith
- 15. Oktober: Edmund Hoefer
- 26. Oktober: Meïr Aron Goldschmidt
- 19. November: Auguste Vacquerie
- 22. November: George Eliot
- 27. November: Friedrich Eggers
- 18. Dezember: Jakow Petrowitsch Polonski
- 24. Dezember: Ludwig Foglár
- 30. Dezember: Theodor Fontane

150. Geburtstag
- 08. Januar: Lars Hansen
- 15. Januar: Stanisław Wyspiański
- 20. Januar: Ulrich Lörcher
- 28. Januar: Kurt Aram
- 03. Februar: Johann Carl Kaiserling
- 07. Februar: Jindřich Šimon Baar
- 11. Februar: Else Lasker-Schüler
- 14. Februar: Leo Feld
- 21. Februar: Myriam Harry
- 25. März: Emil Sonnemann
- 26. März: David Jakowlewitsch Aizman
- 29. März: Iso Velikanović
- 05. April: Karl Wagenfeld
- 06. April: Levon Schant
- 23. April: Christine Koch
- 25. April: Alois Theodor Sonnleitner
- 26. April: Gustav Weng
- 01. Mai: Minna Wettstein-Adelt
- 05. Mai: Hans Pfitzner
- 11. Mai: Heinrich Loewe
- 19. Mai: Karl Adolph
- 28. Mai: Paul Grabein
- 03. Juni: Johanna von Destouches
- 06. Juni: Siegfried Wagner
- 22. Juni: Margarete Paulick
- 26. Juni: Martin Andersen Nexø
- 02. Juli: Hjalmar Söderberg
- 29. Juli: Booth Tarkington
- 10. August: Laurence Binyon
- 14. August: Ludwig Kessing
- 21. August: William Henry Ogilvie
- 22. August: Arthur Holitscher
- 06. September: Felix Salten
- 08. September: Kinoshita Naoe
- 11. September: Caterina Albert i Paradís
- 17. September: Karl Wolfskehl
- 18. September: Franz-Joseph Ahles
- 23. September: Otfrid von Hanstein
- 27. September: Hans Benzmann
- 30. September: Peter Baum
- 03. Oktober: Robert Kraft
- 08. Oktober: Alice Gurschner
- 13. Oktober: Felix Poppenberg
- 20. Oktober: Bernhard Köster
- 01. November: Karl Bienenstein
- 10. November: Gustav Trockenbrodt
- 13. November: Helene Stöcker
- 15. November: Charlotte Mew
- 20. November: Sinaida Hippius
- 22. November: André Gide
- 25. November: Ben B. Lindsey
- 01. Dezember: George Sterling
- 03. Dezember: Laurenz Kiesgen
- 06. Dezember: Rudolf Herzog
- 22. Dezember: Edwin Arlington Robinson

100. Geburtstag
- 01. Januar: Daniil Alexandrowitsch Granin, Peter Kien, J. D. Salinger
- 02. Januar: Charles Willeford
- 07. Januar: Robert Duncan
- 09. Januar: Hans Lebert
- 17. Januar: Elsa Gress
- 19. Januar: Joan Brossa
- 24. Januar: Juan Eduardo Zúñiga
- 27. Januar: Jiřina Hauková
- 28. Januar: Hans von Oettingen
- 29. Januar: N. F. Simpson
- 01. Februar: Eugen Stadelmann
- 04. Februar: Krystyna Berwińska
- 12. Februar: Hans Siebe
- 26. Februar: Kuroda Saburō
- 28. Februar: Mori Sumio
- 07. März: Franz Fassbind
- 08. März: Mavor Moore, Mizukami Tsutomu
- 09. März: Ernst Nägeli
- 19. März: Peter Abrahams
- 24. März: Lawrence Ferlinghetti
- 29. März: Robert Lowry
- 30. März: Urs Oberlin
- 15. April: Fernando Namora
- 17. April: J. Rodolfo Wilcock
- 18. April: Gretl Keren Fischer
- 23. April: Silja Walter
- 26. April: Luděk Pešek
- 14. Mai: Maarten Vrolijk
- 16. Mai: Richard Mason
- 20. Mai: Ronald Chetwynd-Hayes, Gustaw Herling-Grudziński
- 25. Mai: Raymond Smullyan
- 07. Juni: Roger Borniche
- 08. Juni: Constantine Fitzgibbon
- 15. Juni: Arnold Künzli
- 19. Juni: Bogomil Rainow
- 26. Juni: Peter Rawlinson
- 01. Juli: Hans Bender
- 02. Juli: Jean Craighead George
- 07. Juli: Dimitar Peew
- 10. Juli: Albert Caraco
- 15. Juli: Iris Murdoch, Alfonsas Nyka-Niliūnas
- 19. Juli: Robert Pinget, Miltos Sachtouris
- 21. Juli: Nuto Revelli
- 31. Juli: Primo Levi
- 01. August: Stanley Middleton
- 04. August: Michel Déon
- 15. August: Benedict Kiely
- 19. August: Alfred Schrick
- 24. August: Drs. P
- 30. August: Jiří Orten
- 31. August: Eric Koch, Amrita Pritam
- 03. September: Edwin Honig
- 05. September: Hanns Georg Heintschel-Heinegg
- 07. September: Michael Guttenbrunner
- 13. September: George Weidenfeld
- 16. September: Ku Sang
- 17. September: Jean Venturini
- 19. September: Katō Shūichi
- 21. September: Aya Zikken
- 23. September: Kaneko Tōta
- 26. September: Matilde Camus
- 02. Oktober: Edward Wellen
- 03. Oktober: John Boyd, Eduardas Mieželaitis
- 05. Oktober: Charles Bertin
- 06. Oktober: Sawaki Kin’ichi, Herbert Mühlstädt
- 10. Oktober: Rolf Schroers
- 15. Oktober: Stefano D’Arrigo, E. C. Tubb
- 22. Oktober: Doris Lessing
- 26. Oktober: Ashraf Pahlavi
- 31. Oktober: Christian Ferber
- 03. November: Květa Legátová, Joachim Seyppel
- 07. November: Liesel Bachem Sayre
- 15. November: Wolfgang Lohmeyer
- 26. November: Frederik Pohl
- 27. November: Alberto Girri, Kim Tal-su
- 30. November: Siegfried Einstein
- 11. Dezember: Robert W. Krepps, Joe Masteroff
- 17. Dezember: Ezekiel Mphahlele
- 21. Dezember: Ivan Blatný, Larry Eisenberg, Gerd Semmer
- 23. Dezember: Poul Ørum
- 24. Dezember: Matthias Werner Kruse, Gisela Seelhorst

genaues Geburtsdatum unbekannt: Heinz Otto Quilitzsch

#### Todestage
500. Todestag
genaues Todesdatum unbekannt: Antoni Canals
400. Todestag
350. Todestag
- 23. April: Matthäus Röseler
- 22. Juni: Melchior Acontius
- 05. September: Bernardo Tasso
- 07. Oktober: Guillaume Guéroult
- 29. November: António Ferreira
- 10. Dezember: Paul Eber

genaues Todesdatum unbekannt: Mikołaj Rej
300. Todestag
- 12. Februar: Pierre de Larivey
- 23. März: Georg Gotthart
- 14. Mai: Agostinho da Cruz
- 01. Juli: Valentin Leucht
- 14. Oktober: Samuel Daniel
- 31. Dezember: Simon Sten

250. Todestag
- 10. März: John Denham
- 04. April: Johann Michael Moscherosch
- 05. April: Lars Wivallius
- 03. Mai: Joachim Rachel
- 14. Mai: Denis de Sallo
- 03. September: Esteban Manuel de Villegas
- 28. Oktober: Agustín Moreto
- 29. Dezember: Marin Cureau de la Chambre

genaues Todesdatum unbekannt: Jean Nicolas de Parival
200. Todestag
- 04. Januar: Gerhard Anton von Halem
- 12. Januar: Benedikte Naubert
- 25. Februar: Manuel do Nascimento
- 22. März: Christian Gottlob von Voigt
- 23. März: August von Kotzebue
- 02. April: Marcello Bernardini
- 10. April: Matthäus Braun
- 10. Mai: Johann Wenzel Hann
- 29. Juli: Karl Friedrich Gottlob Wetzel
- 15. August: Cornelius Hermann von Ayrenhoff
- 18. Oktober: Franz Xaver Gewey
- 21. Oktober: Jón Þorláksson
- 05. Dezember: Friedrich Leopold zu Stolberg-Stolberg
- 14. Dezember: Amalie von Gehren

150. Todestag
- 26. Januar: Georg Fein
- 30. Januar: William Carleton
- 15. Februar: Mirza Ghalib
- 28. Februar: Alphonse de Lamartine
- 28. März: Jules Joseph Gabriel
- 09. April: Kristján Jónsson
- 24. April: Charles Varin
- 26. April: Franz Michael Felder
- 23. Juni: Friedrich Hopp
- 18. Juli: Louis Bouilhet
- 02. August: Thomas Medwin
- 23. September: Heinrich Josef König
- 27. September: Karl Grunert
- 18. Oktober: Simon Jenko
- 29. Oktober: Antony Deschamps
- 02. Dezember: Wiktor Sabila

genaues Todesdatum unbekannt: Arsénio Pompílio Pompeu de Carpo, Henriette von Schorn
100. Todestag
- 08. Januar: Peter Altenberg
- 15. Januar: Rosa Luxemburg
- 27. Januar: Endre Ady
- 31. Januar: Paul Lindau
- 01. Februar: Irmgard Höfer von Feldsturm
- 06. Februar: Enrico Golisciani
- 14. Februar: Wiktor Gomulicki
- 20. Februar: Murayama Kaita
- 21. Februar: Kurt Eisner
- 01. März: Paul Jaromar Wendt
- 02. März: Hedwig Kiesekamp
- 17. März: Kenyon Cox
- 21. März: Karl Stamm
- 25. März: Mahmudxoʻja Behbudiy
- 28. März: Heinrich Vollrat Schumacher
- 29. April: Leopold Adler
- 02. Mai: Gustav Landauer
- 10. Mai: Ferdinando Fontana
- 24. Mai: Amado Nervo
- 28. Mai: Eduard Tempeltey
- 08. Juli: John Fox junior
- 31. Juli: Joseph Faust
- 09. August: Ruggero Leoncavallo
- 10. August: Hermann Wette
- 18. August: Ernst Rauscher von Stainberg
- 11. September: Géza Csáth
- 12. September: Leonid Nikolajewitsch Andrejew
- 17. September: August Wilhelm Otto Niemann
- 29. September: Hans Kaltneker
- 11. Oktober: Karl Gjellerup
- 24. Oktober: Edgar Steiger
- 30. Oktober: Ella Wheeler Wilcox
- 04. November: Sofja Andrejewna Tolstaja
- 19. November: Alexandru Vlahuță
- 16. Dezember: Luigi Illica

50. Todestag
- 05. Januar: Franz Theodor Csokor, Waguih Ghali, Alexandros Matsas
- 07. Januar: František Kubka
- 09. Januar: Day Keene
- 21. Januar: Giovanni Comisso
- 28. Januar: Heinrich Micko
- 07. Februar:Alma Rogge
- 13. Februar: Kazimierz Wierzyński
- 10. März: Theodor Meidl
- 11. März: Arthur K. Barnes, John Wyndham
- 22. März: Gerhard Fritsch
- 26. März: John Kennedy Toole, B. Traven, Günther Weisenborn
- 27. März: Karel Josef Beneš
- 09. April: Georg Hoprich
- 10. April: Claus Back
- 26. April: August Scholtis
- 04. Mai: Oskar Maurus Fontana
- 08. Mai: Hedwig Anneler
- 25. Mai: Hans Mühlestein
- 29. Mai: Wilhelm von Scholz
- 30. Mai: Henry Wade
- 03. Juni: Viktor Storck
- 06. Juni: Josefa Berens-Totenohl, Kaspar Freuler
- 07. Juni: Eberhard Meckel
- 14. Juni: Marek Hłasko
- 22. Juni: Mirko Jelusich
- 23. Juni: Hans Siemsen
- 05. Juli: Ernst Bergfeld
- 19. Juli: Stratis Myrivilis
- 25. Juli: Witold Gombrowicz
- 31. Juli: Ruth Margarete Roellig
- 13. August: William Becher
- 14. August: Leonard Sidney Woolf
- 19. August: Nakayama Gishū
- 25. August: Marcel Allain
- 27. August: Erika Mann
- 28. August: Emilio Frugoni
- 30. August: Wolf Justin Hartmann
- 08. September: Alexandra David-Néel
- 09. September: Dschalāl Āl-e Ahmad
- 12. September: Paul Habraschka
- 14. September: Maximilian Rosenberg
- 16. September: Elsa Margot Hinzelmann
- 20. September: Werner Schreib
- 03. Oktober: Joseph Constant
- 04. Oktober: Felix Moeschlin, Jerzy Stempowski
- 07. Oktober: Sally Grosshut, Nikolaus Hein
- 17. Oktober; Horst Lommer
- 21. Oktober: Jack Kerouac
- 22. Oktober: Alfons von Czibulka
- 24. Oktober: Loys Masson
- 27. Oktober: Giorgio Scerbanenco
- 30. Oktober: Uwe Greßmann
- 09. November: Valentine Ackland
- 10. November: Tadeusz Peiper
- 11. November: Jan Petersen
- 15. November: Ignacio Aldecoa
- 21. November: Ishida Hakyō
- 24. November: Paul Capon
- 02. Dezember: José María Arguedas
- 07. Dezember: Maria Kasterska
- 11. Dezember: Gostan Zarian
- 13. Dezember: Shishi Bunroku
- 17. Dezember: Alfred Günther
- 22. Dezember: José Régio
- 26. Dezember: Louise de Vilmorin
- 29. Dezember: William Quindt
- 30. Dezember: Yuki Shigeko
- 31. Dezember: Theodor Reik

### Werke
(OA = Originalausgabe; dEA = deutschsprachige Erstausgabe)
1669
- 05. Februar: Uraufführung der dritten und endgültigen Fassung des Tartuffe von Molière
- 06. Oktober: Uraufführung der Balletkomödie Monsieur de Pourceaugnac von Molière (Musik: Jean-Baptiste Lully)
- 13. Dezember: Uraufführung der Tragödie Britannicus von Racine

1719
- Die Tragödie Oedipe von Voltaire erscheint im Druck.

1769
- Goethe verfasst das Lustspiel Die Mitschuldigen.
- Von Lessing erscheint Bd. 2 der Hamburgischen Dramaturgie und die Streitschrift Wie die Alten den Tod gebildet.
- Von Voltaire erscheinen die unaufgeführten Tragödien Les Guèbres ou la tolérance und (mit der Angabe „1770“) Sophonisbe im Druck.

1819
- Von Goethe erscheint der West-östliche Divan.

1869
- Von Fjodor Dostojewski erscheint bis Februar 1869 Der Idiot in der Zeitschrift Russki Westnik.
- Von Gustave Flaubert erscheint L’Éducation sentimentale.
- Von Lew Tolstoi erscheint die endgültige Fassung von Krieg und Frieden.
- Von Iwan Turgenew entsteht die phantastische Novelle Eine seltsame Geschichte.
- Von Mark Twain erscheint The Innocents Abroad, or The New Pilgrims’ Progress.

1919
- 23. Januar: Uraufführung des Schauspiels 1913 von Carl Sternheim (nach Aufführungsverbot 1915)
- Bertolt Brecht verfasst u. a. Die Hochzeit und Trommeln in der Nacht.
- Alfred Döblin beendet den historischen Roman Wallenstein.
- Von Hans Dominik erscheint die Kurzgeschichte Schätze der Tiefe.
- Von Sigmund Freud erscheint der Essay Das Unheimliche.
- Von „Emil Sinclair“ (d. i. Hermann Hesse) erscheint Demian. Die Geschichte einer Jugend.
- Hermann Hesse verfasst Klingsors letzter Sommer sowie Klein und Wagner.
- Von Franz Kafka erscheint die Erzählung In der Strafkolonie.
- Von Else Lasker-Schüler erscheint der Briefroman Der Malik und das 1909 veröffentlichte Schauspiel Die Wupper wird in Berlin uraufgeführt.
- Von Thomas Mann erscheint Herr und Hund sowie Gesang vom Kindchen.
- Von Arthur Schnitzler erscheint das Lustspiel Die Schwestern oder Casanova in Spa (UA 1920).
- Kurt Schwitters verfasst und veröffentlicht das Gedicht An Anna Blume.

- Von André Gide erscheint La Symphonie pastorale.
- Von Marcel Proust erscheint À l’ombre des jeunes filles en fleurs.
- Von John Reed erscheint Ten Days That Shook the World (über die Oktoberrevolution 1917).

1969
- Von Alfred Andersch erscheint Hohe Breitengrade oder Nachrichten von der Grenze.
- Von Thomas Bernhard erscheinen u. a. die Erzählungen Watten sowie Der Kulterer und An der Baumgrenze (als Buchausgabe).
- Von Heinrich Böll erscheint das Hörspiel Hausfriedensbruch.
- Von Franz Josef Degenhardt erscheint das Buch zu Spiel nicht mit den Schmuddelkindern.
- Von Friedrich Dürrenmatt wird die Komödie Play Strindberg uraufgeführt.
- Von Peter Handke erscheint u. a. das Gedicht Die Aufstellung des 1. FC Nürnberg vom 27.1.1968.
- Von Otfried Preußler erscheint Neues vom Räuber Hotzenplotz.

- Von Samuel Beckett wird die 35 Sekunden lange Szene Breath uraufgeführt.
- Von Roald Dahl erscheint Charlie und die Schokoladenfabrik (dEA).
- Im Rahmen der Frankfurter Ausgabe erscheint als Dubliner eine Neuübersetzung der Dubliners von James Joyce.
- Von Stanisław Lem erscheint die Erzählungssammlung Nacht und Schimmel (OA).
- Von J. R. R. Tolkien erscheint 1969/70 Der Herr der Ringe erstmals (unvollständig) auf Deutsch.
- Von Ludwig Wittgenstein erscheint postum On Certainty.

### Weitere Jubiläen
- 15. Februar: 50 Jahre Verband deutscher Schriftstellerinnen und Schriftsteller[17][18] (tatsächliches Gründungsdatum war der 8. Juni 1969)

## Gestorben im Jahr 2019

### Sehr bekannte Autoren
- 16. Januar: Mirjam Pressler
- 17. Januar: Horst Stern
- 25. Januar: Krishna Sobti
- 04. Februar: Leonie Ossowski
- 06. Februar: Rosamunde Pilcher
- 09. Februar: Tomi Ungerer
- 14. April: Gene Wolfe
- 22. April: Dieter Forte
- 15. Mai: Wiglaf Droste
- 22. Mai: Judith Kerr
- 22. Juli: Peter Hamm
- 22. Juli: Brigitte Kronauer
- 05. August: Toni Morrison
- 21. September: Günter Kunert

### Weitere Autoren
Januar
- 01. Januar: Nicholas Horsfall
- 02. Januar: Wilhelm Gössmann
- 02. Januar: Lutz Lehmann
- 02. Januar: Karl Sewart
- 02. Januar: Richard Toellner
- 03. Januar: Christine de Rivoyre
- 04. Januar: Norman Birnbaum
- 04. Januar: John Burningham
- 05. Januar: Karl Heinz Ritschel
- 07. Januar: Helmut Berding
- 12. Januar: Batton Lash
- 13. Januar: Francine du Plessix Gray
- 14. Januar: Wolfgang Hütt
- 17. Januar: Mary Oliver
- 17. Januar: Sam Savage
- 18. Januar: Wolfgang Frühwald
- 18. Januar: Bernhard Böschenstein
- 19. Januar: Barthélémy Kotchy
- 19. Januar: Hans Peter Treichler
- 22. Januar: Jürgen Kross
- 23. Januar: Diana Athill
- 27. Januar: Emmanuel Hocquard
- 28. Januar: Humberto Ak’abal

Februar
- 02. Februar: Carol Emshwiller
- 06. Februar: Peter Steinbach
- 09. Februar: Patricia Nell Warren
- 12. Februar: W. E. B. Griffin
- 13. Februar: Dezső Tandori
- 14. Februar: Andrea Levy
- 15. Februar: Lee Radziwill
- 24. Februar: Lothar Zenetti
- 25. Februar: Janet Asimov
- 25. Februar: Leonid Uschkalow
- 26. Februar: Charles McCarry
- 27. Februar: Pierrette Fleutiaux
- 27. Februar: Heinrich Wiesner

März
- 01. März: Peter van Gestel
- 06. März: Guillaume Faye
- 09. März: Bernard Binlin Dadié
- 11. März: Paul-Josef Raue
- 11. März: Joe Rosenblatt
- 12. März: Marjorie Weinman Sharmat
- 15. März: W. S. Merwin
- 15. März: Jean-Pierre Richard
- 25. März: Gabriel Okara
- 27. März: Friedrich Achleitner
- 29. März: Allan Cole
- 29. März: Anders Ehnmark (Bekanntgabe des Todes)
- 29. März: Dieter Schlesak

April
- 01. April: Rafael Sánchez Ferlosio
- 01. April: Vonda N. McIntyre
- 13. April: Francisca Aguirre
- 13. April: Tony Buzan
- 15. April: Warren Adler
- 19. April: Werner Gnüchtel
- 22. April: Wenzeslaw Konstantinow
- 22. April: William Levy
- 25. April: Wolfgang Körner
- 28. April: Wayson Choy

Mai
- 05. Mai: Ingomar von Kieseritzky
- 05. Mai: Celil Oker
- 11. Mai: Sven Holm
- 12. Mai: Michail Krausnick
- 14. Mai: Leopoldo Brizuela
- 14. Mai: Sven Lindqvist
- 16. Mai: Nikolai Baturin
- 20. Mai: Nanni Balestrini
- 21. Mai: Binyavanga Wainaina
- 27. Mai: François Weyergans
- 29. Mai: Jiří Stránský
- 30. Mai: Anthony Price

Juni
- 03. Juni: Agustina Bessa-Luís
- 05. Juni: Wolfram Eicke
- 06. Juni: Fernando Aínsa
- 06. Juni: Jurij Muschketyk
- 06. Juni: Seiko Tanabe
- 08. Juni: Gerlind Reinshagen
- 08. Juni: Ernst Brauner
- 17. Juni: Gloria Laura Vanderbilt
- 22. Juni: Judith Krantz

Juli
- 10. Juli: Lucette Lagnado
- 13. Juli: Wiktor Sosnora
- 16. Juli: Rosa María Britton
- 16. Juli: Howard Engel
- 16. Juli: Arthur Häny
- 17. Juli: Andrea Camilleri
- 18. Juli: Luciano De Crescenzo
- 19. Juli: Werner Söllner
- 21. Juli: Markus Ramseier
- 23. Juli: Peter Horn
- 24. Juli: Claes Andersson
- 25. Juli: Pierre Péan
- 28. Juli: Werner Heiduczek
- 29. Juli: Tuvia Rübner

August
- 07. August: Helmut Bez
- 10. August: Barbara Bronnen
- 10. August: Rudolf Scholz
- 15. August: Luigi Lunari
- 26. August: Claretta Cerio
- 26. August (Bekanntgabe): Karl Garbe
- 27. August: Fredrika Gers
- 29. August: Terrance Dicks
- 30. August: Park T’ae-sun

September
- 02. September: Rea Brändle
- 05. September: Kiran Nagarkar
- 08. September: Viktor Staudt
- 11. September: Rada Biller
- 12. September: Nanos Valaoritis
- 13. September: György Konrád
- 18. September: Graeme Gibson
- 19. September: Guido Schmezer
- 19. September: Sol Stein
- 22. September: Horst Drescher
- 23. September: Al Alvarez
- 23. September: Elaine Feinstein
- 25. September: Paul Badura-Skoda
- 25. September: Ljubomir Lewtschew
- 26. September: Hanns H. F. Schmidt

Oktober
- 04. Oktober: Detlef Merbd
- 06. Oktober: Ciaran Carson
- 11. Oktober: John Giorno
- 12. Oktober: Alison Prince
- 14. Oktober: Christa Mühl
- 19. Oktober: Herbert Friedmann
- 22. Oktober: Ole Henrik Laub
- 24. Oktober: Michael Blumlein
- 25. Oktober: Vera Friedländer
- 27. Oktober: Wladimir Bukowski

November
- 03. November: Ernst Augustin
- 03. November: Helmut Richter

Dezember

### Weitere Persönlichkeiten
- 01. Januar: Dagfinn Bakke (norwegischer Buchillustrator)
- 01. Februar: Gert Frederking (deutscher Verleger)
- 02. Juni: Klaus G. Renner (deutscher Verleger)
- 07. Oktober: Ulrike Crespo (deutsche Mäzenin)

## Gemeinfrei 2019
Die Werke der folgenden im Jahr 1948 verstorbenen Schriftsteller sind seit dem 1. Januar 2019 gemeinfrei:
- Avedis Aharonian
- Sabahattin Ali
- Sergei Alymow
- Antonin Artaud
- Ernst von Aster
- Gertrude Atherton
- Richard Atwater
- Raoul Auernheimer
- Stephen Morehouse Avery
- Jesús Batikuling Balmori
- Michel Becker
- Milan Begović
- Ruth Benedict
- René Benjamin
- Theodor Bergmann
- Folke Bernadotte
- Georges Bernanos
- Emil Bernhard
- Rudolf Bernoulli
- Félix Bertaux
- Dorothea Bleek
- Gordon Bottomley
- Sophonisba Breckinridge
- Paul Bröcker
- Ferdinand Bronner
- Paul Burg
- Bruno Bürgel
- Andrea Butenschön
- Wilhelm Capitaine
- Gertrud Caspari
- Ludwig Derleth
- Dildar
- Janus Djurhuus
- Bertha Eckstein-Diener
- Sergei Eisenstein
- Max Epstein
- Hans Eschelbach
- Zelda Fitzgerald
- Aron Freimann
- Theódór Friðriksson
- Robert Dean Frisbie
- Friedrich Fuchs
- Sophie Gallwitz
- Max Geilinger
- Susan Glaspell
- Johannes Gosselck
- Frederick Philip Grove
- Gustav Halm
- Otto Hamann
- Jakob Haringer
- Th. Th. Heine
- Emmy Hennings
- Heinrich Herm
- Camilla Hirsch
- Perez Hirschbein
- Max Hochdorf
- Josef Hofbauer
- Maria Homscheid
- Vicente Huidobro
- Na Hye-sok
- Okamoto Ippei
- Karl Itzinger
- Juhan Jaik
- Kikuchi Kan
- Alfred Kerr
- Franz Kesting
- Egon Erwin Kisch
- Jakob Klatzkin
- Adolf Koelsch
- Wilhelm Kotzde-Kottenrodt
- Heinrich Ernst Kromer
- Elissa Landi
- Maria Lazar
- Franz Leppmann
- Monteiro Lobato
- Emil Ludwig
- A. E. W. Mason
- Gustav Mayer
- Claude McKay
- Ernst Heinrich Wilhelm Meyer
- Ernst Modersohn
- Thomas Mofolo
- Dazai Osamu
- Woldemar Oskar Döring
- Louis Parrot
- Albert Pauphilet
- Anna Hilaria Preuß
- Erich von Rath
- Wilhelm Reuter
- Franz Rinsche
- Emile Ripert
- Willard Robertson
- Carl Rössler
- Alice Salomon
- Anna von Sazenhofen
- Adam Scharrer
- Karel Scheinpflug
- Robert Renato Schmidt
- Isaac Schreyer
- Rosika Schwimmer
- Kurt Schwitters
- May Wood Simons
- Josef Skružný
- Heinrich Stadelmann
- Georg Stammler
- Hugh Fraser Stewart
- Hildegard Stradal
- André Suarès
- Marie von Suttner
- Georg Terramare
- Ernest Tonnelat
- John Kenneth Turner
- Karl Valentin
- Paul Van Tieghem
- Karl Gustav Vollmoeller
- Hans Watzlik
- Konrad Weichberger
- Denton Welch
- Helene Weyl
- Karl Wolfskehl
- Beatrice Zade

Siehe auch Gemeinfrei 2019 auf Wikisource

## Neuerscheinungen

### Romane, Erzählungen
- Aufzeichnungen eines Krokodils – Qiu Miaojin
- Babel – Kenah Cusanit
- Brüder – Jackie Thomae
- The Best of Greg Egan – Greg Egan
- Der Bücherdrache – Walter Moers
- Deine kalten Hände – Han Kang
- Drei – Dror Mishani
- Erebos (Fortsetzung von 2010) – Ursula Poznanski
- Federball – John le Carré
- Der Gesang der Flusskrebse – Delia Owens
- Gier – Wie weit würdest du gehen? – Marc Elsberg
- GRM. Brainfuck – Sibylle Berg
- Die Liebe im Ernstfall – Daniela Krien
- Das Licht – T. C. Boyle
- Maigret im Haus der Unruhe – Georges Simenon
- Marcia aus Vermont – Peter Stamm
- Paradox³: Ewigkeit – Phillip P. Peterson
- Serotonin – Michel Houellebecq
- Stella – Takis Würger
- Transport 4: Mondbeben – Phillip P. Peterson
- Vater unser – Angela Lehner
- Zazie in der Metro – Raymond Queneau (Neuübersetzung)
- Die Zeuginnen – Margaret Atwood

### Sachliteratur
- Realitätsschock: Zehn Lehren aus der Gegenwart – Sascha Lobo
- Wir sind das Klima! – Jonathan Safran Foer

### Weitere Werke
- Tagebuch eines Bibliothekars (Bd. VI) – Helmuth Schönauer

## Literaturpreise 2019

### Deutschsprachige Literaturpreise
Dieser Abschnitt enthält Preise, die in Deutschland, Österreich oder der Schweiz verliehen werden. Die ausgezeichneten Autoren bzw. Werke müssen nicht deutschsprachig sein.
A
- Adalbert-Stifter-Preis: Anna Mitgutsch
- Alfred Döblin-Medaille: Theresia Enzensberger
- Alfred-Döblin-Preis: Ulrich Woelk
- Alfred-Kerr-Preis für Literaturkritik: Marie Schmidt
- Alfred-Müller-Felsenburg-Preis: Özlem Özgül Dündar
- AK-Literaturpreis: Hauptpreis: Marie Luise Lehner für Anna. Mindestsicherung; Publikumspreis: Isabella Straub für Das Zweitbeste, das mir je passiert ist
- Andreas-Gryphius-Preis: Benedikt Dyrlich
- Anke Bennholdt-Thomsen-Lyrikpreis: Sina Klein
- Anna Seghers-Preis: Fernanda Melchor, Joshua Groß
- Annalise-Wagner-Preis: Reinhard Simon für Domjücher Schicksale
- Antiquaria-Preis: Klaus Völker
- Anton-Wildgans-Preis: Daniel Kehlmann
- Arthur-Schnitzler-Preis: René Pollesch
- aspekte-Literaturpreis: Miku Sophie Kühmel für Kintsugi
- August-Graf-von-Platen-Preis: Joachim Sartorius; Förderpreis: Gerasimos Bekas
- AutorenPreis des Heidelberger Stückemarkts: Teresa Dopler für Das weiße Dorf
- avj medienpreis: Maren Bonacker

B
- Bayerischer Buchpreis: Belletristik: David Wagner für Der vergessliche Riese; Sachbuch: Jan-Werner Müller: Furcht  und  Freiheit.  Für  einen  anderen Liberalismus
- Bayerischer Kunstförderpreis: Katharina Adler für Ida (Roman); Tristan Marquardt für scrollen in tiefsee (Gedichtband); geteilter Preis für Benedikt Feiten mit So oder so ist das Leben (Roman) und Nora Zapf mit homogloben (Lyrikband)
- Bayerischer Poetentaler: Michaela Karl, Ludwig Zehetner, Maria Peschek, Christoph Süß
- Ben-Witter-Preis: Axel Hacke
- Berliner Literaturpreis: Clemens J. Setz
- Bilderbuchpreis Huckepack: Beatrice Alemagna für Ein großer Tag, an dem fast nichts passierte
- Bonner Stadtschreiber: Thomas de Padova für Nonna
- Bremer Literaturpreis: Hauptpreis: Arno Geiger für Unter der Drachenwand; Förderpreis: Heinz Helle für Die Überwindung der Schwerkraft
- Buchpreis der Salzburger Wirtschaft: Arno Kleibel
- Buchpreis der Stiftung Ravensburger Verlag: Saskia Luka für Tag für Tag
- Buxtehuder Bulle: Amy Giles für Jetzt ist alles, was wir haben

C
- Carl-Amery-Literaturpreis: Karen Duve
- Carl-Zuckmayer-Medaille: Robert Menasse
- Chamisso-Preis/Hellerau: Jaroslav Rudiš
- Christine Lavant Preis: Angela Krauß
- Christoph-Martin-Wieland-Übersetzerpreis: Eva Schweikart
- Clemens-Brentano-Preis: Gianna Molinari für Hier ist noch alles möglich
- Coburger Rückert-Preis: Sara Rai
- Comicbuchpreis: Anke Kuhl für Manno!
- Conrad-Ferdinand-Meyer-Preis: Viktoria Dimitrova Popova
- Crime Cologne Award: Romy Hausmann für Liebes Kind

D
- Das politische Buch: Nikola Roßbach für Achtung Zensur! Über Meinungsfreiheit und ihre Grenzen
- Deutscher Buchpreis: Saša Stanišić für Herkunft
- Deutscher Fantasy Preis: Alfred Vejchar
- Deutscher Hörbuchpreis (Auswahl): Bestes Hörspiel: Judith Lorentz für Juli Zeh: Unterleuten; Bestes Kinderhörbuch: Stefan Kaminski für Martin Muser: Kannawoniwasein! Manchmal muss man einfach verduften;  Bestes Sachbuch: Sabeeka Gangjee-Well / Hans Well: Rotes Bayern – Es lebe der Freistaat!
- Deutscher Jugendliteraturpreis: Bilderbuch: Iris Anemone Paul für Polka für Igor; Kinderbuch: Erin Entrada Kelly (Text), Birgitt Kollmann (Übersetzung) für Vier Wünsche ans Universum; Jugendbuch: Steven Herrick (Text), Uwe-Michael Gutzschhahn (Übersetzung) für Ich weiß, heute Nacht werde ich träumen; Sachbuch: Anja Reumschüssel für Extremismus; Preis der Jugendjury: Neal Shusterman (Text), Brendan Shusterman (Illustration), Ingo Herzke (Übersetzung) für Kompass ohne Norden
- Deutscher Kinderhörspielpreis: Angela Gerrits für Eineinhalb Wunder und ein Spatz
- Deutscher Krimi Preis: National: Simone Buchholz für Mexikoring; International: Hideo Yokoyama für 64
- Deutscher Preis für Nature Writing: Daniela Danz und Martina Kieninger
- Deutscher Science-Fiction-Preis: Bester Roman: Tom Hillenbrand für Hologrammatica; Beste Kurzgeschichte: Thorsten Küper für Confinement
- Deutscher Wirtschaftsbuchpreis: Paul Collier
- Dieter-Wellershoff-Stipendium: Ulrike Anna Bleier und Bastian Schneider
- Donnersberger Literaturtage / Preis für die schreibkreativste Schule der Pfalz und Rheinhessens: Elisabeth-Langgässer-Gymnasium, Alzey
- Dresdner Stadtschreiber: Bernd Wagner
- Düsseldorfer Literaturpreis: Karen Duve

E
- Egon-Erwin-Kisch-Preis: Bastian Berbner für die Reportage Ich und der ganz andere
- Ehrengabe der Deutschen Schillerstiftung: Thomas Stangl
- Ehrenpreis des österreichischen Buchhandels für Toleranz in Denken und Handeln: Francesca Melandri
- Eichendorff-Literaturpreis: Christa Ludwig
- Einhard-Preis: Emmanuelle Loyer für ihre Biografie Claude Lévi-Strauss
- Erich-Fried-Preis: Steffen Mensching (Juror: Christoph Hein)
- Erich-Loest-Preis: Hans Joachim Schädlich für Felix und Felka
- Erlanger Literaturpreis für Poesie als Übersetzung: Theresia Prammer
- Ernst-Hoferichter-Preis: Dieter Hanitzsch und Christine Wunnicke (lehnte den Preis ab)
- Ernst-Jandl-Preis: Oswald Egger
- Eugen-Helmlé-Übersetzerpreis: Sonja Finck
- Euregio-Schüler-Literaturpreis: Hugo Horiot für Der König bin ich
- Evangelischer Buchpreis: Nora Krug für Heimat. Ein deutsches Familienalbum

F
- Feuergriffel: Tania Witte
- Fontane-Literaturpreis der Fontanestadt Neuruppin und des Landes Brandenburg: Peggy Mädler für Wohin wir gehen
- Franz-Hessel-Preis: Susanne Röckel für Der Vogelgott und Anne-Marie Garat für Le Grand Nord-Ouest
- Franz-Nabl-Preis: Olga Flor
- Franz-Tumler-Literaturpreis: Angela Lehner für Vater unser; Publikumspreis: Lola Randl für Der Große Garten
- Frau Ava Literaturpreis: Claudia Bitter
- Friedenspreis des Deutschen Buchhandels: Sebastião Salgado
- Friedolin: Maja Nielsen für Tatort Eden 1919
- Friedrich-Glauser-Preis: Roman: Max Bronski für Oskar; Debüt: Cid Jonas Gutenrath für Skorpione; Kurzgeschichte: Almuth Heuner für Schwarzes Erbe; Ehrenpreis: Thomas Koch
- Friedrich-Hölderlin-Preis der Stadt Bad Homburg: Anke Stelling; Förderpreis: Eckhart Nickel für Hysteria
- Friedrich-Nietzsche-Preis: Ágnes Heller (postum)

G
- Georg-Büchner-Preis: Lukas Bärfuss
- Gert-Jonke-Preis: Ewald Palmetshofer
- Gertrud-Kolmar-Preis: Ulrike Draesner für Doggerland; Zweiter Preis: Pega Mund für Fünf Pigmente; Förderpreis: Ronya Othmann für Ich habe gesehen
- Geschwister-Scholl-Preis: Ahmet Altan für Ich werde die Welt nie wiedersehen. Texte aus dem Gefängnis
- Gleim-Literaturpreis: Patrick Stoffel für Die Alpen. Wo die Natur zur Vernunft kam
- Goethe-Medaille (Auswahl): Doğan Akhanlı und Enkhbat Roozon
- Goetheplakette der Stadt Frankfurt am Main: Bodo Kirchhoff
- Goldene Leslie: Christian Linker für Der Schuss
- Goldener Bücherpirat: Anca Sturm für Der Welten-Express
- Gottfried-Keller-Preis: Adolf Muschg und Thomas Hürlimann
- Göttinger Elch: Gerhard Haderer
- Günter-Grass-Preis: Jens Sparschuh
- Gustav-Heinemann-Friedenspreis für Kinder- und Jugendbücher: Judith Burger für Gertrude grenzenlos

H
- H. C. Artmann-Stipendium: Radka Denemarková
- Hamburger Bilderbuchpreis: Ulrike Jänichen für Zug der Fische
- Hamburger Gast: Katelijne Gillis
- Hansjörg-Martin-Preis: June Perry für White Maze
- Hattinger Förderpreis für junge Literatur: Linda König
- Heimrad-Bäcker-Preis: Michael Donhauser und Natascha Gangl (Förderpreis)
- Heinrich-Böll-Preis: Juli Zeh
- Heinrich-Mann-Preis: Danilo Scholz
- Heinrich Maria Ledig-Rowohlt-Preis: Tanja Handels
- Hermann-Kesten-Preis: Philippe Lançon
- Hermann-Sinsheimer-Preis: Herta Müller
- Hessischer Verlagspreis: Schöffling & Co., Frankfurt am Main; Sonderpreis: Mabuse-Verlag, Frankfurt am Main
- Hieronymusring: Marianne Gareis
- Hilde-Domin-Preis für Literatur im Exil: Natascha Wodin
- Hohenemser Literaturpreis: Karosh Taha für Körpersprache
- Hörbuch des Jahres: Die Jahre von Annie Ernaux; Kinder- und Jugendhörbuch des Jahres: Die schreckliche Geschichte der abscheulichen Familie Willoughby von Lois Lowry
- Hörspiel des Jahres: GEH DICHT DICHTIG! Hörspieldialog mit Elfriede Gerstl von Ruth Johanna Benrath, Regie: Christine Nagel, Komposition: Lauren Newton (ORF/BR)

I
- Ingeborg-Bachmann-Preis: Birgit Birnbacher für Der Schrank; Deutschlandfunk-Preis: Leander Fischer für Nymphenverzeichnis Muster Nummer eins Goldkopf; Kelag-Preis: Julia Jost für Unweit vom Schakaltal; 3sat-Preis: Yannic Han Biao Federer für Kenn ich nicht; BKS-Publikumspreis: Ronya Othmann für Vierundsiebzig
- Internationaler Literaturpreis – Haus der Kulturen der Welt: Fernanda Melchor (Autorin) und Angelica Ammar (Übersetzerin) für Saison der Wirbelstürme
- Italo-Svevo-Preis: Patricia Görg

J
- Jahresstipendium für Schriftsteller des Ministeriums für Wissenschaft und Kunst des Landes Baden-Württemberg: Kristina Nenninger und Julia Rothenburg sowie für jeweils ½ Jahr: Tibor Schneider und Mikael Vogel
- James Krüss Preis für internationale Kinder- und Jugendliteratur: Frida Nilsson und Friederike Buchinger (Übersetzerin)
- Jane Scatcherd-Preis: Ursel Allenstein
- Japan Foundation Übersetzerpreis: Sabine Mangold für Yōko Ogawa: Zärtliche Klagen und Kazuaki Takano: 13 Stufen
- Jean-Paul-Preis: Ursula Krechel
- Jeanette Schocken Preis: Dževad Karahasan
- Johann-Heinrich-Merck-Preis für literarische Kritik und Essay: Daniela Strigl
- Johann-Heinrich-Voß-Preis für Übersetzung: Kurt Steinmann
- Joseph-Breitbach-Preis: Thomas Hettche
- Journalistenpreis Bahnhof: Holger Fröhlich
- Julius-Campe-Preis: Mara Delius

K
- Karl-Dedecius-Preis: Monika Muskala und Thomas Weiler (letztmals vergeben)
- Karl-Preusker-Medaille: Hannelore Vogt
- Karl-Sczuka-Preis:  Ulrike Janssen und Marc Matter für Meerschallschwamm und Schweigefang; Förderpreis: Jiří Adámek und Ladislav Źelezný für Hra na uši / The Ears Game
- Katholischer Kinder- und Jugendbuchpreis: Steven Herrick und Uwe-Michael Gutzschhahn für Ich weiß, heute Nacht werde ich träumen
- Kasseler Literaturpreis für grotesken Humor: Hauptpreis: Sibylle Berg; Förderpreis: Jakob Nolte
- Kinderbuchpreis des Landes Nordrhein-Westfalen: Katja Gehrmann für Stadtbär
- Klaus-Michael Kühne-Preis: Dana von Suffrin für Otto
- Kleist-Preis: Ilma Rakusa
- Kleist-Förderpreis: Peter Thiers für Warten auf den Sturm
- Klopstock-Preis für neue Literatur: Alexander Kluge für sein Lebenswerk (Hauptpreis); Aron Boks für Dieses Zimmer ist bereits besetzt (Förderpreis)
- Korbinian – Paul-Maar-Preis: Lara Schützsack für Sonne, Moon und Sterne
- Kranichsteiner Literaturpreis: Nora Bossong
- Kranichsteiner Jugendliteratur-Stipendien: Stefanie Höfler für Der große schwarze Vogel und an Bettina Wilpert für nichts, was uns passiert
- Kunst- und Kulturpreis der Stadt Luzern: Christina Viragh
- Kunstpreis der Landeshauptstadt Dresden: Marcel Beyer für Kaltenburg
- Kurd-Laßwitz-Preis (Auswahl): Roman: Andreas Eschbach für NSA - Nationales Sicherheits-Amt; Kurzgeschichte/Erzählung: Thorsten Küper für Confinement; ausländisches Werk: Jasper Fforde für Eiswelt
- Kurt-Tucholsky-Preis: Margarete Stokowski
- Kurt-Wolff-Preis: Andreas J. Meyer (Merlin Verlag); Förderpreis: edition.fotoTapeta

L
- Leo-Perutz-Preis: Alex Beer für Der dunkle Bote
- Leonce-und-Lena-Preis: Yevgeniy Breyger
- LESERstimmen: Melanie Laibl für Verkühl dich täglich
- Lessing-Preis des Freistaates Sachsen: Hauptpreis: Marcel Beyer; Förderpreise: Anja Kampmann und Bettina Wilpert
- LiBeraturpreis: Mercedes Rosende für Krokodilstränen
- Lieblingsbuch der Unabhängigen: Delia Owens für Der Gesang der Flusskrebse
- Liliencron-Dozentur: José F. A. Oliver
- Literaturpreis Alpha: Angela Lehner für Vater unser
- Literaturpreis der Jürgen Ponto-Stiftung: Miku Sophie Kühmel
- Literaturpreis der Konrad-Adenauer-Stiftung: Husch Josten
- Literaturpreis der Landeshauptstadt Hannover: Deniz Utlu für Die Ungehaltenen
- Literaturpreis der Stadt Bremen: Barbara Honigmann für Georg; Förderpreis: Tonio Schachinger für Nicht wie ihr
- Literaturpreis der Stadt Fulda: Johanna Maxl für Unser großes Album elektrischer Tage
- Literaturpreis der Stahlstiftung Eisenhüttenstadt: Jakob Hein
- Literaturpreis Hommage à la France: Wilfried Loth für Fast eine Revolution. Der Mai 68 in Frankreich
- Literaturpreis Prenzlauer Berg: Simoné Lechner, Rina Schmeller, Marie Lucienne Verse
- LovelyBooks Leserpreis (Auswahl): Roman: Jojo Moyes für Wie ein Leuchten in tiefer Nacht; Krimi & Thriller: Sebastian Fitzek für Das Geschenk; Fantasy & Science Fiction: Marah Woolf für Zorn der Engel
- Ludwig-Börne-Preis: Eva Menasse
- Lüttjepütt-Preis: Platt und Friesisch in der Schule e. V.

M
- Magdeburger Stadtschreiber: Nele Heyse
- Mainzer Stadtschreiberin: Eva Menasse
- Manuskripte-Preis: Gerhild Steinbuch
- Marieluise-Fleißer-Preis: Iris Wolff
- Märkisches Stipendium für Literatur: Marie Gamillscheg für Alles was glänzt
- Mülheimer Dramatikerpreis: Thomas Köck für atlas
- Mülheimer KinderStückePreis: Kristo Šagor für Ich lieb dich

N
- NDR Kultur Sachbuchpreis: Robert Macfarlane für Im Unterland. Eine Entdeckungsreise in die Welt unter der Erde
- Niederdeutscher Literaturpreis der Stadt Kappeln: Dörte Hansen

O
- Oldenburger Kinder- und Jugendbuchpreis: Tanja Fabsits für Der Goldfisch ist unschuldig
- Österreichischer Buchpreis: Hauptpreis: Norbert Gstrein für Als ich jung war; Debütpreis: Angela Lehner für Vater unser
- Österreichischer Kinder- und Jugendbuchpreis: Jens Rassmus: Das Nacht-Tier / Albert Wendt und Linda Wolfsgruber (Illustrationen): Henrikes Dachgarten. Das Wunder auf der Krummen Sieben / Irmgard Kramer: 17 Erkenntnisse über Leander Blum / Lilly Axster und Christine Aebi: Ein bisschen wie du / A little like you
- Österreichischer Krimipreis: Alex Beer
- Österreichischer Kunstpreis für Literatur: Maja Haderlap
- Österreichischer Staatspreis für Europäische Literatur: Michel Houellebecq
- Österreichischer Staatspreis für Literaturkritik: Katja Gasser
- Outstanding Artist Award für Literatur: Bernhard Strobel

P
- Paul-Celan-Preis: Annette Kopetzki
- Paul Scheerbart-Preis: Eduard Klopfenstein
- Penzberger Urmel: Antonia Michaelis (Text) und Claudia Carls (Illustrationen) für Das Blaubeerhaus
- Peter-Härtling-Preis: Antje Herden für Keine halben Sachen mehr
- Peter-Huchel-Preis: Thilo Krause für Was wir reden, wenn es gewittert
- Peter-Weiss-Preis: Otobong Nkanga
- Phantastik-Literaturpreis Seraph: Bestes Buch: Bernhard Hennen für Die Chroniken von Azuhr – Der Verfluchte; Debüt: Kris Brynn für The Shelter – Zukunft ohne Hoffnung; Independent: Birgit Jaeckel für Das Erbe der Rauhnacht
- Phantastik-Preis der Stadt Wetzlar: Antje Wagner für Hyde
- PoesieDebütPreis Düsseldorf: Sebastian Unger
- Poetik-Professur an der Universität Bamberg: Michael Köhlmeier
- postpoetry.NRW: Ingeborg Brenne-Markner (Bonn), Marion Gay (Hamm), Johanna Hansen (Düsseldorf), Thomas Kade (Dortmund), Harald Kappel; Förderpreis: Michelle Giering (Unna), Josephine Kullat (Düsseldorf), Karoline Marliani (Schwalmtal), Lisa Polster (Köln), Meike Wanner (Köln)
- Preis der Leipziger Buchmesse: Belletristik: Anke Stelling für Schäfchen im Trockenen; Sachbuch: Harald Jähner für Wolfszeit. Deutschland und die Deutschen 1945–1955; Übersetzung: Eva Ruth Wemme für Verlorener Morgen von Gabriela Adameşteanu
- Preis der LiteraTour Nord: Joachim Zelter
- Preis der Stadt Münster für Internationale Poesie: Eugene Ostashevsky (Lyriker); Monika Rinck und Uljana Wolf (Übersetzerinnen)
- Preis der Stadt Wien für Literatur: Sabine Gruber
- Preuschhof-Preis: Cally Stronk für Theo und der Mann im Ohr
- Prix de l’Académie de Berlin: Annie Ernaux
- Prix des lycéens allemands: Jo Witek für Une fille de…

R
- Radio-Bremen-Krimipreis: Liza Cody
- Rauriser Literaturpreis: Philipp Weiss für Am Weltenrand sitzen die Menschen und lachen, Förderpreis für Katherina Braschel
- Reinhard-Priessnitz-Preis: Barbi Marković
- Rheingau Literatur Preis: Dörte Hansen für Mittagsstunde
- Robert-Gernhardt-Preis: Nina Bußmann für ihr Romanprojekt Dickicht
- Roswitha-Preis: Monika Rinck

S
- Sächsischer Verlagspreis: Connewitzer Verlagsbuchhandlung
- Samuel-Bogumil-Linde-Preis: Christoph Hein und Szczepan Twardoch
- Schiller-Gedächtnispreis: Nino Haratischwili; Förderpreise an Svealena Kutschke und Maryam Zaree
- Schillerpreis der Zürcher Kantonalbank: Angelika Waldis für Ich komme mit
- Schubart-Literaturpreis: Daniel Kehlmann für Tyll, Förderpreis: Nora Krug für Heimat. Ein deutsches Familienalbum
- Schweizer Buchpreis: Sibylle Berg für GRM. Brainfuck
- Schweizer Literaturpreise (Auswahl): Julia von Lucadou für Die Hochhausspringerin; Patrick Savolainen für Farantheiner; Christina Viragh für Eine dieser Nächte; „Schweizer Grand Prix Literatur“: Zsuzsanna Gahse
- Sigmund-Freud-Preis für wissenschaftliche Prosa: Thomas Macho
- Sondermann-Preis: Nicolas Mahler für seine Comics nach Meisterwerken der Weltliteratur; Förderpreis: Stefanie Sargnagel
- Spycher: Literaturpreis Leuk: Radka Denemarková
- Staatspreis für literarische Übersetzung: Cornelius Hell (Übersetzung ins Deutsche); Maja Badridse (Übersetzung in eine Fremdsprache)
- Stadtschreiber von Bergen-Enkheim: Anja Kampmann
- Stadtschreiber von Graz: Zeyn Joukhadar
- Stadtschreiber von Halle (Saale): Christian Kreis
- Straelener Übersetzerpreis: Hauptpreis: Olga Radetzkaja für die Übersetzung von Wiktor Schklowskis Sentimentale Reise; Förderpreis: Jan Schönherr für die Übersetzung von Neu-York von Francis Spufford
- Susanne-Faschon-Preis: Johanna Kunz (Elisabeth-Langgässer-Gymnasium, Alzey)

T
- Text & Sprache: Enis Maci
- Thaddäus-Troll-Preis: Iris Wolff für So tun, als ob es regnet
- Theodor-Kramer-Preis: Claudia Erdheim und Martin Pollack
- Thüringer Literaturpreis: Sibylle Berg
- Thüringer Literaturstipendium: Vera Vorneweg
- Thüringer Märchen- und Sagenpreis: Ruth B. Bottigheimer
- Torschreiber am Pariser Platz: Galal Alahmadi
- Tractatus-Preis: Lisa Herzog für Die Rettung der Arbeit
- Troisdorfer Bilderbuchpreis (Auswahl): Christiane Pieper für ihre Illustrationen zu Hick! von Anushka Ravishankar
- Tukan-Preis: Herbert Kapfer für 1919. Fiktion

U
- Übersetzerpreis Ginkgo-Biloba für Lyrik: Theresia Prammer
- Usedomer Literaturpreis: Jenny Erpenbeck
- Uwe-Johnson-Preis: Kenah Cusanit für Babel (Förderpreis)

V
- Victor Otto Stomps-Preis: Hauptpreis: Friedenauer Presse, Berlin-Friedenau; Förderpreis: Otto Dettmer Jurylieblings-Preis: Peter Zaumseil (Dreier Press)

W
- Wachtberger Kugel: Eberhard Gast; Publikumspreis: Manfred Rothengatter
- Walter Kempowski Preis für biografische Literatur: Jochen Schimmang
- wbg-Buchpreis für Geisteswissenschaften: Thomas Bauer für Warum es kein islamisches Mittelalter gab
- Werner-Bergengruen-Preis: Ingo Schulze
- Wildweibchenpreis: Rosemarie Tüpker
- Wilhelm-Busch-Preis: Isabel Kreitz
- Wilhelm-Raabe-Literaturpreis: Norbert Scheuer für Winterbienen
- Wissensbuch des Jahres: Überblick: Roland Schulz für So sterben wir; Ästhetik: Andrea Wulf und Lillian Melcher für Die Abenteuer des Alexander von Humboldt; Unterhaltung: Richard Powers für Die Wurzeln des Lebens; Überraschung: Menno Schilthuizen für Darwin in der Stadt; Zündstoff: Yuval Noah Harari für 21 Lektionen für das 21. Jahrhundert; Perspektive: Karsten Brensing, Nikolai Renger für Wie Tiere denken und fühlen
- Wissenschaftsbuch des Jahres (Österreich; Auswahl): Medizin/Biologie: Eric Kandel für Was ist der Mensch? Störungen des Gehirns und was sie über die menschliche Natur verraten, übersetzt von Sebastian Vogel; Geistes-/Sozial-/ Kulturwissenschaft: Roman Sandgruber für Rothschild. Glanz und Untergang des Wiener Welthauses
- Wolfgang-Weyrauch-Förderpreis: Alexandru Bulucz und Charlotte Warsen
- Wortmeldungen-Preis: Thomas Stangl; Förderpreise: Katherina Braschel, Luca Manuel Kieser und Jana Krüger
- Würth-Literaturpreis: 1. Preis für Sven Amtsberg, Rakete Schmidt; 2. Preis für Silke Andrea Schuemmer, Borschtsch in Venedig

Z
- Zonser Hörspielpreis: Märzengrund (Autor: Felix Mitterer, Regie: Martin Sailer)

### Internationale Literaturpreise
A
- A. Bertram Chandler Memorial Award: Alan Stewart
- Adam-Mickiewicz-Preis: Wiesław Myśliwski für Ucho igielne
- Agatha Award (Auswahl): Bester Roman: Ellen Byron für Mardi Gras Murder
- Akutagawa-Preis: Imamura Natsuko für Murasaki no sukāto no onna
- Andre Norton Award: Tomi Adeyemi für Children of Blood and Bone
- Anthony Award (Auswahl): Bester Roman: Lou Berney für November Road; Bester Erstlingsroman: Oyinkan Braithwaite für My Sister, the Serial Killer; Bester Taschenbuchroman: Lori Rader-Day: Under a Dark Sky
- Arthur C. Clarke Award: Tade Thompson für Rosewater
- Arthur Ellis Award (Auswahl): Bester Roman: Anne Emery für Though the Heavens Fall; Bester Debütroman: A. J. Devlin für Cobra Clutch; Beste Kriminalerzählung: John Lawrence Reynolds für Murder Among the Pines
- Aschehoug-Literaturpreis: Johan Harstad
- Astrid-Lindgren-Preis: Kerstin Lundberg Hahn
- August-Preis: Belletristik: Marit Kapla für Osebol; Fachbuch: Patrik Svensson für Ålevangeliet. Berättelsen om världens mest gåtfulla fisk; Kinder- und Jugendbuch: Oskar Kroon für Vänta på vind; Ehrenpreis: Jan Stolpe
- Aurealis Award (Auswahl): SF-Roman: Jay Kristoff für Lifel1k3, Fantasy-Roman: Sam Hawke für City of Lies, Horror-Roman: Kaaron Warren für Tide of Stone

B
- Bad Sex in Fiction Award: Didier Decoin für The Office of Gardens and Ponds und John Harvey für Pax
- Baillie Gifford Prize: Hallie Rubenhold für The Five: The Untold Lives of The Women Killed by Jack the Ripper
- Barry Award (Auswahl): Bester Roman: Lou Berney für November Road; Bester Erstlingsroman: C. J. Tudor für The Chalk Man; Bester Taschenbuchroman: Dervla McTiernan für The Ruin; Bester Thriller: Dan Fesperman für Safe Houses
- Bisto Book of the Year Award (Buch des Jahres): Kelly McCaughrain für Flying Tips for Flightless Birds
- Blóðdropinn: Lilja Sigurðardóttir
- Bologna Ragazzi Award (Fiction): Vojtech Masek und Chrudos Valousek (Illustrationen) für Panáček, pecka, švestka, poleno a zase panáček
- Booker Prize: Margaret Atwood für The Testaments und Bernardine Evaristo für Girl, Woman, Other
- Brageprisen (Auswahl): Belletristik für Erwachsene: Nina Lykke für Full spredning; Ehrenpreis: Edvard Hoem
- Bram Stoker Award (Auswahl): Graham Masterton (Lebenswerk), Paul Tremblay für The Cabin at the End of the World (Roman), Gwendolyn Kiste für The Rust Maidens (Debütroman)
- Breslauer Lyrikpreis Silesius: Gesamtwerk: Ewa Lipska; Buch des Jahres: Cele von Adam Kaczanowski; Debüt des Jahres: Maciej Bobula für wsie, animalia, miscellanea
- British Fantasy Award (Auswahl): Fantasy-Roman (Robert Holdstock Award): Jen Williams für The Bitter Twins; Horror-Roman (August Derleth Award): Catriona Ward für Little Eve
- British Science Fiction Association Award: Roman: Mary Robinette Kowal für The Calculating Stars; Kurzgeschichte: Ian McDonald für Time Was
- Bruno-Kreisky-Preis für das politische Buch:
  - Hauptpreis: Martin Schürz für Überreichtum
  - Preis für das publizistische Gesamtwerk: Barbara Coudenhove-Kalergi

C
- Caine Prize for African Writing: Lesley Nneka Arimah für Skinned
- Caldecott Medal: Sophie Blackall für Hello Lighthouse
- Chūōkōron-Literaturpreis: Shūichi Yoshida für Kokuhō
- Compton Crook Award: Rebecca F. Kuang für The Poppy War
- Constantijn Huygensprijs: Stefan Hertmans
- Cundill History Prize: Julia Lovell für Maoism: A Global History

D
- Dagger Award (Auswahl): Bester englischsprachiger Kriminalroman (Gold Dagger): M. W. Craven für The Puppet Show (deutsch: Flammen der Vergeltung); Auszeichnung für das Lebenswerk (CWA Diamond Dagger): Robert William Goddard
- Danke-für-das-Buch-Medaille: Satu Vasantola für En palaa takaisin koskaan, luulen
- De Inktaap: Murat Işık für Wees onzichtbaar
- Dell Magazines Award: Ana Maria Curtis für Military Sunset
- Deutsch-Französischer Jugendliteraturpreis: Deutschland: Hannah Brückner für Mein fantastisches Baumhaus; Frankreich: Rébecca Dautremer für Les Riches Heures de Jacominus Gainsborough
- Dorothy Livesay Poetry Prize: Laisha Rosnau für Our Familiar Hunger
- DR Romanpreis: Morten Pape für Guds bedste børn
- Dylan Thomas Prize: Guy Gunaratne für In Our Mad and Furious City
- Dwarf Stars Award: Sofía Rhei für embalmed

E
- Edgar Allan Poe Award (Auswahl): Bester Roman: Walter Mosley für Down the River Unto the Sea; Bester Erstlingsroman: James A. McLaughlin für Bearskin; Grand Master Award: Martin Cruz Smith
- Eisner Award (Auswahl): Bester Autor: Tom King für Batman, Mister Miracle, Heroes in Crisis, Swamp Thing Winter Special
- Elgin Award: Book: Marge Simon und Alessandro Manzetti für War; Chapbook: Holly Lyn Walrath für Glimmerglass Girl
- Encore Award: Sally Rooney für Normal People
- Endeavour Award: K. R. Richardson für Blood Orbit

F
- Färöischer Literaturpreis: Oddfríður Marni Rasmussen (Belletristik), Hanus Kamban (Sachliteratur)
- Ferdinand-Bordewijk-Preis: Marente de Moor für Foon
- Finnischer Krimipreis: Eva Frantz für Kahdeksas neito
- Finnischer Staatspreis für ausländische Übersetzer: Elina Kritzokat
- Forry Award: Barbara Hambly
- Franz-Kafka-Preis: Pierre Michon (Frankreich)
- Friedebert-Tuglas-Novellenpreis: Tiit Aleksejev für Tõlkija; Jan Kaus für Õnnelik lõpp
- Frost Medal: Eleanor Wilner

G
- Geffen-Preis: SF-Roman-Übersetzung: Andy Weir für Artemis; Fantasy-Roman-Übersetzung: Brandon Sanderson für The Alloy of Law; YA-Roman-Übersetzung: Rick Riordan für The Ship of the Dead
- Gerard-Bonnier-Lyrikpreis: Mara Lee für Kärleken och hatet
- Gouden Strop: Samantha Stroombergen für De witte kamer
- Grand Prix de l’Imaginaire (Auswahl): Französischsprachiger Roman: Patrick K. Dewdney für Le Cycle de Syffe (Bände 1 und 2); Fremdsprachiger Roman: Ben H. Winters für Underground Airlines
- Grand Prix de la Ville d’Angoulême: Rumiko Takahashi
- Grand Prix du Roman: Laurent Binet für Civilizations
- Griffin Poetry Prize für das Lebenswerk: Nicole Brossard
- Großer Preis der Buchhändler: Seo Maiko für Soshite, baton wa watasareta

H
- Hagiwara-Sakutarō-Preis: Wagō Ryōichi für Kyūkyūkyū
- Hawthornden-Preis: Sue Prideaux für I Am Dynamite!: A Life of Friedrich Nietzsche
- Hercule-Poirot-Preis: Dominique Biebau für Russisch voor beginners
- Hubert Evans Non-Fiction Prize

I
- Ieva-Simonaitytė-Literaturpreis: Domas Kaunas für Aš esu Etmės Evė
- International Booker Prize: Jokha al-Harthi (Autor) und Marilyn Booth (Übersetzung) für Celestial Bodies
- International DUBLIN Literary Award: Emily Ruskovich für Idaho
- International Prize for Arabic Fiction: Hoda Barakat für The Night Mail
- International Thriller Award (Auswahl): Bester Roman: Jennifer Hillier für Jar of Hearts; Bester Erstlingsroman: C. J. Tudor für The Chalk Man; Bester Roman als Originaltaschenbuch: Jane Harper für The Lost Man
- Internationaler Grimm-Preis: Miyake Okiko
- Irish Book Award (Auswahl): Buch des Jahres (Fiction): Shadowplay von Joseph O’Connor; Buch des Jahres (Non-Fiction): Constellations von Sinéad Gleeson
- Ivar-Lo-Preis: Mats Berggren

J
- James Tiptree, Jr. Award: Gabriela Damián Miravete für They Will Dream in the Garden
- James White Award: David Maskill für Limitations
- Jan-Campert-Preis: Paul Demets für De Klaverknoop
- Janina-Paradowska-Auszeichnung: Igor Brejdygant für Rysa
- Jaroslav-Seifert-Preis: Miroslav Petříček
- Jerusalem-Preis: Joyce Carol Oates
- John W. Campbell Memorial Award for Best Science Fiction Novel: Sam J. Miller für Blackfish City

K
- Kazimierz-Wyka-Preis: Jacek Leociak
- Kerry Group Irish Fiction Award: David Park für Travelling in a Strange Land
- Kościelski-Preis: Aldona Kopkiewicz
- Kritikerprisen (Literatur): Cathrine Krøger
- Kultuurkapitali kirjanduspreemia: Martin Algus (Prosa), Eda Ahi (Lyrik), Andrus Kivirähk (Kinder), Jim Ashilevi (Drama), Luule Epner (Essayistik) + (Artikelpreis), Andrej Iwanow, Pavel Varunin (russischsprachige Literatur), Triinu Pakk (Übersetzung), Eeva Park (Freie Kategorie), Miriam McIlfatrick-Ksenofontov (Übersetzung aus dem Estnischen)

L
- Lambda Literary Award: Gay Fiction: Joshua Whitehead für Jonny Appleseed; Lesbian Fiction: Larissa Lai für The Tiger Flu; Bisexual Fiction: Négar Djavadi für Disoriental; Transgender Fiction: Casey Plett für Little Fish; LGBTQ Science Fiction and Horror: Isaac R. Fellman für The Breath of the Sun
- Læsernes bogpris: Jens Andersen für Kim Larsen - mine unge år
- Literaturpreis der Europäischen Union (Auswahl): Österreich: Laura Freudenthaler für Geistergeschichte
- Literaturpreis des Nordischen Rates: Jonas Eika für Efter solen
- Literaturpreis Gdynia: Prosa: Zyta Rudzka für Krótka wymiana ognia; Dichtung: Małgorzata Lebda für Sny uckermärkerów; Essayistik: Olga Drenda für Wyroby. Pomysłowość wokół nas
- Locus Award (Auswahl): Bester Roman: Science-Fiction: Mary Robinette Kowal für The Calculating Stars; Fantasy: Naomi Novik für Spinning Silver; Horror: Paul Tremblay für The Cabin at the End of the World
- Lord Ruthven Award (Belletristik): Theodora Goss für European Travel for the Monstrous Gentlewoman

M
- Macavity Award (Auswahl): Bester Roman: Lou Berney für November Road; Bester Erstlingsroman: John Copenhaver für Dodging and Burning
- Magnesia Litera: Buch des Jahres: Radka Denemarková: Hodiny z olova; Prosa: Pavla Horáková: Teorie podivnosti
- Maltese Falcon Award: Don Winslow für The Force (deutsch: Corruption)
- Matt-Cohen-Preis: Olive Senior
- Manly Wade Wellman Award: Christopher Ruocchio für Empire of Silence
- Margaret Edwards Award: M. T. Anderson
- Mildred L. Batchelder Award: Evelina Daciūtė und Aušra Kiudulaitė (Illustrationen) für The Fox on the Swing
- Miles Franklin Award: Melissa Lucashenko für Too Much Lip
- Mishima-Preis: Mikoku Michiko für Ikare koro
- Mitteleuropäischer Literaturpreis Angelus: Georgi Gospodinow für Fizyka smutku
- Musgrave-Medaille (Literatur): Michael Bucknor (Gold); Shirley Carby (Silber)
- Mythopoeic Award (Auswahl): Naomi Novik für Spinning Silver

N
- Naoki-Preis: Ōshima Masumi für Uzu Imoseyama-onnateikin tamamusubi
- Nebula Award (Auswahl): Mary Robinette Kowal für The Calculating Stars (Roman)
- Ngaio Marsh Award: Fiona Kidman für This Mortal Boy
- Nienke van Hichtum-prijs: Gideon Samson für Zeb
- Niels-Klim-Preis: Kurzroman: Olga Ravn: De ansatte; Novelle: Gudrun Østergaard: Krinoline og kedsomhed; Kurzgeschichte: Jakob Drud: Verdensherredømme / Kenneth Krabat: Sortskørt; Übersetzung: Cory Doctorow: Børnehjemslederen (Clockwork Fagin)
- Nike: Mariusz Szczygieł für Nie ma
- Nobelpreis für Literatur: Peter Handke
- Nordischer Preis der Schwedischen Akademie: Karl Ove Knausgård

O
- Orhan-Kemal-Literaturpreis: Faruk Duman für Sus Barbatus
- Orwell Prize, Kategorie „Buch“: Anna Burns für Milkman (Political Fiction), Patrick Radden Keefe für Say Nothing (Political Writing)
- Ottaway Award: Edith Grossman

P
- P.C.-Hooft-Preis: Marga Minco
- Palle-Rosenkrantz-Preis: Michael Connelly für Two Kinds of Truth
- Park-Kyung-ni-Literaturpreis: Ismail Kadare
- Per-Olov-Enquist-Preis: Amanda Svensson (Schweden)
- Person mit besonderen kulturellen Verdiensten (Auswahl): Uda Kiyoko (Haikuistin); Akiko Baba (Dichterin)
- Philip K. Dick Award: Audrey Schulman für Theory of Bastards
- Phoenix Award: Faith Hunter
- Posener Literaturpreis: Wiesław Myśliwski für Ucho igielne (Adam-Mickiewicz-Preis); Tomasz Bąk für Utylizacja. Pęta miast (Stanisław-Barańczak-Stipendium)
- Preis der Japanischen Akademie der Künste: Prosa und Drama: Hisaki Matsuura; Poesie: Arikawa Yōji; Kritiken und Übersetzungen: Haga Tōru für Bunmei toshite no Tokugawa Nihon 1603 – 1873
- Premio Alfaguara de Novela: Patricio Pron (Argentinien) für Mañana tendremos otros nombres
- Premio Atenea: Hugo Segura Gómez für Termodinámica de procesos químicos
- Prémio Camões: Chico Buarque
- Premio Gregor von Rezzori: Bestes ausländisches Werk: Annie Ernaux für Una Donna; Beste Übersetzung ins Italienische: Enrico Terrinoni für die Übersetzung von Edgar Lee Masters’ Spoon River Anthology
- Premio Hammett: Carlos Bassas del Rey für Justo; Juan Sasturain für El último Hammett
- Premio Iberoamericano de Narrativa Manuel Rojas: Rubem Fonseca
- Prémio José Saramago: Afonso Reis Cabral für Pão de Açúcar
- Premio Strega: Antonio Scurati für M. Il figlio del secolo
- Prinzessin-von-Asturien-Preis für Literatur: Siri Hustvedt
- Pritzker Literature Award for Lifetime Achievement in Military Writing: John H. Morrow junior
- Prix de l’Académie de Berlin: Annie Ernaux
- Prix du Meilleur livre étranger: Roman: Christoph Hein für L’ombre d’un père (Originaltitel: Glückskind mit Vater); Essay: Wolfram Eilenberger, Le temps des magiciens (Originaltitel: Zeit der Zauberer : Das große Jahrzehnt der Philosophie 1919–1929)
- Prix européen de l’essai Charles Veillon: Siri Hustvedt
- Prix Femina: Roman: Sylvain Prudhomme für Par les routes; Ausländischer Roman: Manuel Vilas für Ordesa (deutsch: Die Reise nach Ordesa); Essay: Emmanuelle Lambert für Giono, furioso
- Prix Françoise Sagan: Sophie Blandinières für Le sort tomba sur le plus jeune
- Prix Goncourt: Roman: Jean-Paul Dubois für Tous les hommes n’habitent pas le monde de la même façon; Biografie: Frédéric Pajak für Manifeste incertain, volume 7; Kurzgeschichte: Caroline Lamarche für Nous sommes à la lisière; Dichtung: Yvon Le Men
- Prix Hommage visionnaire: Daniel Sernine
- Prix Imaginales (Auswahl): Bester französischer Roman: Robert Darvel für Femmes d’argile et d’osier; Bester fremdsprachiger Roman: Anna Starobinets für Refuge 3/9
- Prix Jacques-Brossard: Dave Côté; Jugendroman: Véronique Drouin für Cassandra Mittens et la touche divine
- Prix Joël-Champetier: Chloé Jo Bertrand für Chasseuse de soleil
- Prix Julia-Verlanger: Tade Thomson für Les Meurtres de Molly Southbourne
- Prix Médicis: Roman: Luc Lang für La Tentation; Ausländischer Roman: Auður Ava Ólafsdóttir für Miss Islande;  Essay: Bulle Ogier und Anne Diatkine für J’ai oublié
- Prix Monte-Cristo: Émilie de Turckheim für L’Enlèvement des Sabines
- Prix Rambert: Michel Layaz für Sans Silke
- Prix Renaudot: Sylvain Tesson für La Panthère des neiges
- Prix Solaris: Natasha Beaulieu für Ici
- Prix Utopiales européen: Christian Léourier für Helstrid; Jugendliteratur: Maiwenn Alix für In real life – T.1 Déconnexion; Sonderpreis: Alejandro Jodorowsky
- Prometheus Award: Bester Roman: Travis J. I. Corcoran für Causes of Separation
- Pulitzer-Preise (Auswahl): Belletristik: Richard Powers für The Overstory (Die Wurzeln des Lebens)

Q

R
- Rhysling Award: Kurzform: Beth Cato für After Her Brother Ripped the Heads from Her Paper Dolls; Langform: Sarah Tolmie für Ursula Le Guin in the Underworld
- Robert W. Bingham Prize: Will Mackin
- Rogers Writers’ Trust Fiction Prize: André Alexis für Days by Moonlight
- Romanpreis des Schwedischen Radios: Sara Stridsberg für Kärleken Antarktis
- Rooney Prize for Irish Literature: Mark O’Connell für To Be a Machine
- Runeberg-Preis: Heikki Kännö für Sömnö

S
- Saarländischer Kinder- und Jugendbuchpreis: Anca Sturm für Der Welten-Express
- Sait-Faik-Literaturpreis: Melisa Kesmez
- Salam Award for Imaginative Fiction: Kehkashan Khalid für The Puppetmaster
- Schaduwprijs: Erik Betten für Quarantaine
- Scotiabank-Giller-Preis: Ian Williams für Reproduction
- Seiun-Preis (Auswahl): Bester japanischer Roman: Hirotaka Tobi für Reigōkin; Bester fremdsprachiger Roman: Peter Tieryas für Mecha Samurai Empire
- Selma-Lagerlöf-Preis: Kristina Sandberg
- SFPA Poetry Contest: Kürzestform: Angela Yuriko Smith: Dark Matters; Kurzform: Holly Lyn Walrath: The Fox and the Forest; Langform: Holly Lyn Walrath: The Mining Town
- SFWA Grand Master Award: William Gibson
- Shamus Award (Auswahl): Bester Roman: Kristen Lepionka für What You Want to See; Bester Erstlingsroman: Katrina Carrasco für The Best Bad Things; Bester Roman als Original-Taschenbuch: Max Wirestone für The Questionable Behavior of Dahlia Moss
- Sheikh Zayed Book Award: Bensalem Himmich für The Self: Between Existence and Creation
- Shirley Jackson Award (Auswahl): Roman: Catriona Ward für Little Eve; Kurzroman: Cristina Rivera Garza für The Taiga Syndrome
- Sidewise Award: Long Form: Mary Robinette Kowal für The Calculating Stars; Short Form: Oscar (Xiu) Ramirez und Emmanuel Valtierra für Codex Valtierra; Special Achievement: Eric Flint für die 1632-Serie
- Skandinavischer Krimipreis: Stina Jackson für Dunkelsommer
- Skylark Award: Melinda Snodgrass
- Socratesbeker: Ad Verbrugge, Govert Buijs und Jelle van Baardewijk für Het goede leven en de vrije markt
- Somerset Maugham Award: Raymond Antrobus für The Perseverance; Damian Le Bas für The Stopping Places; Phoebe Power für Shrines of Upper Austria; Nell Stevens für Mrs Gaskell and Me
- Søren-Gyldendal-Preis: Kim Leine
- Stig-Dagerman-Preis: Britta Marakatt-Labba
- Stonewall Book Award (Auswahl): Literatur: Rebecca Makkai für The Great Believers
- Sue Kaufman Prize for First Fiction: Jane Delury für Literature
- Sunburst Award: Erwachsene: Andromeda Romano Lax für Plum Rains; Jugendliche: Rachel Hartman für Tess of the Road; Kurzgeschichte: Senaa Ahmad für The Glow-in-the-Dark Girls

T
- Takami-Jun-Preis: Tokisato Jirō für Naijima
- Tanizaki-Jun’ichirō-Preis: Murata Kiyoko für Hizoku
- Taras-Schewtschenko-Preis: Oksana Sabuschko für І знов я влізаю в танк … (dt. Und wieder betrete ich den Panzer …)
- The Kitschies: Bester Roman: Madeline Miller für Circe; Bestes Debüt: Ahmed Saadawi für Frankenstein in Baghdad
- Theodore Sturgeon Memorial Award: Annalee Newitz für When Robot and Crew Saved East St. Louis
- Karl-Emil-Tollander-Preis Tuva Korsström
- Tschechischer Staatspreis für Literatur: Karol Sidon
- Tucholsky-Preis (Schweden): Gui Minhai

U

W
- Walter Scott Prize: Robin Robertson für The Long Take
- Wielki Kaliber: Robert Małecki für Skaza; Ehrenauszeichnung: Bernard Minier; Publikumspreis: Wojciech Chmielarz für Żmijowisko
- Wisława-Szymborska-Preis: Marta Podgórnik für Mordercze ballad
- Wolfson History Prize: Mary Fulbrook für Reckonings: Legacies of Nazi Persecution and the Quest for Justice
- Women’s Prize for Fiction: Tayari Jones für An American Marriage
- World Fantasy Award (Auswahl): Roman: C. L. Polk für Witchmark; Lebenswerk: Hayao Miyazaki und Jack Zipes

### Verwandte Preise und Ehrungen
- Berliner Verlagspreis: Hauptpreis (geteilt): Berenberg Verlag und Verbrecher Verlag; Förderpreise: edition.fotoTAPETA und KOOKbooks
- Deutscher Lesepreis: Nazan Eckes
- Deutscher Verlagspreis: Spitzenpreise: Hädecke Verlag, kookbooks, Spector Book
- Ehrenpreis des österreichischen Buchhandels für Toleranz in Denken und Handeln: Francesca Melandri
- Europäischer Märchenpreis: Deutsche Märchen- und Wesersagenmuseum Bad Oeynhausen
- Gutenberg-Preis der Stadt Leipzig: Fonts for Freedom
- Jörg-Henle-Preis für Literaturkritik: Jutta Person
- Max-Herrmann-Preis: Bara’a Al-Bayati, Irak, und Freshta Karim, Afghanistan
- Peng! – Der Münchner Comicpreis (Auswahl): Bester deutschsprachiger Comic: Flix für Spirou in Berlin; Bester europäischer Comic: Mathieu Sapin für Gérard – Fünf Jahre am Rockzipfel von Depardieu
- Preis der Literaturhäuser: Antje Rávic Strubel
- Preis der Stiftung Buchkunst: Felix Holler, Jaroslaw Kubiak und Daniel Wittner: Name Waffe Stern (Institut für Buchkunst, Leipzig)
- Prix Voltaire: Khaled Lutfi
- Serafina: Lucia Zamolo für Rot ist doch schön
- Übersetzerbarke: Buchhandlung Christiansen, Hamburg